# 3178 Yoshitsune
3178 Yoshitsune este un asteroid din centura principală, descoperit pe 21 noiembrie 1984 de Kenzō Suzuki și Takeshi Urata.